# 7. marinski polk (ZDA)
Za druge 7. polke glejte 7. polk.
7. marinski polk (angleško 7th Marine Regiment) je marinski polk Korpusa mornariške pehote ZDA.
Trenutno je v sestavi 1. marinske divizije in 1. marinske ekspedicijske sile.

## Organizacija
- Štabna četa
- 1. bataljon 7. marinskega polka
- 2. bataljon 7. marinskega polka
- 3. bataljon 7. marinskega polka
- 3. bataljon 4. marinskega polka